# Adlullia atereta
Adlullia atereta är en fjärilsart som beskrevs av Collenette 1932. Adlullia atereta ingår i släktet Adlullia och familjen tofsspinnare. Inga underarter finns listade i Catalogue of Life.